# Bürgermeisterei Messerich
Die Bürgermeisterei Messerich war eine von ursprünglich 42 preußischen Bürgermeistereien, in die sich der 1816 neu gebildete Kreis Bitburg im Regierungsbezirk Trier verwaltungsmäßig gliederte. Von 1822 an gehörte der Regierungsbezirk Trier, damit auch die Bürgermeisterei Messerich, zu der in dem Jahr neu gebildeten Rheinprovinz. Der Verwaltung der Bürgermeisterei unterstanden vier Gemeinden. Der Verwaltungssitz war in der heutigen Ortsgemeinde Messerich im Eifelkreis Bitburg-Prüm in Rheinland-Pfalz. Sie bestand bis 1856.

## Gemeinden
Zur Bürgermeisterei Messerich gehörten folgende Gemeinden (Stand 1843):
- Birtlingen (69 Einwohner)
- Messerich (212)
- Nieder-Stedem (186)
- Ober-Stedem (104)

Insgesamt lebten 1843 im Bürgermeistereibezirk 571 Menschen in 61 Wohnhäusern. Alle Einwohner waren katholisch. Es gab eine Kirche in Messerich, Kapellen in Birtlingen, Nieder-Stedem und Ober-Stedem sowie jeweils eine Schule in Messerich und Nieder-Stedem.

## Geschichte
Die vier Dörfer des Verwaltungsbezirks der Bürgermeisterei gehörten vor 1794 zur Propstei Bitburg, die ein Teil des Herzogtums Luxemburgs war. Im Jahr 1794 hatten französische Revolutionstruppen die Österreichischen Niederlande, zu denen das Herzogtum Luxemburg gehörte, besetzt und im Oktober 1795 annektiert. Unter der französischen Verwaltung gehörte das Gebiet zum Kanton Bitburg im Departement der Wälder.
Aufgrund der auf dem Wiener Kongress getroffenen Vereinbarungen wurde 1815 das vormals luxemburgische Gebiet östlich der Sauer und der Our dem Königreich Preußen zugeordnet. Unter der preußischen Verwaltung wurden im Jahr 1816 Regierungsbezirke und Kreise neu gebildet, linksrheinisch behielt Preußen in der Regel die Verwaltungsbezirke der französischen Mairies vorerst bei. Die Bürgermeisterei Messerich entsprach anfangs insoweit der vorherigen Mairie Messerich. Die Bürgermeisterei Messerich wurde dem Kreis Bitburg im Regierungsbezirk Trier zugeordnet.
Im Jahr 1840 begann man die Verwaltung in der Region neu zu gliedern. 1856 wurde Bürgermeisterei Messerich aufgelöst und die vier Gemeinden der Bürgermeisterei Alsdorf angegliedert.
Messerich und Wettlingen gehören heute verwaltungsmäßig zur Verbandsgemeinde Bitburger Land im Eifelkreis Bitburg-Prüm in Rheinland-Pfalz.